# Gronówko (Braniewo)
Gronówko (deutsch Grunenfeld) ist ein Ort im polnischen Bezirk Braniewski, der Region Woiwodschaft Ermland-Masuren. Das Dorf ist Teil der Landgemeinde Braniewo und hat 153 Einwohner. Bis 1945 gehörte es zum Kreis Heiligenbeil in Ostpreußen.

## Geographische Lage
Gronówko liegt im Nordwesten der Woiwodschaft Ermland-Masuren, elf Kilometer südlich der ehemaligen und heutte auf russischem Staatsgebiet gelegenen Kreisstadt Heiligenbeil (russisch Mamonowo) bzw. zehn Kilometer östlich der heutigen Kreismetropole Braniewo (deutsch Braunsberg).

## Geschichte

### Ortsgeschichte
Grunenfeldt wurde am 22. Juli 1350 erstmals urkundlich erwähnt, als der Komtur von Balga, Erhard von Kulling, einem Nikolaus Prange Land verschrieb, um hier ein Dorf zu gründen. Der Ort bestand aus einem großen Gut mit sehr großem Park sowie Teichen, zu dem sich ein paar Höfe gesellten, und der Ortsname schrieb sich nach 1620 Grunefeldt und erst nach 1673 Grunenfeld. Es fanden sich jedoch nicht genügend Bauern, und so wurde das Gelände in ein Lehngut umgewandelt. Die Beleihunsgurkunde übrigens hat sich erhalten und wird beim Ostarchiv in Göttingen aufbewahrt.
Heinrich von Taubenheim ist der erste bekannte Besitzer des Guts. Er hatte dem Orden im Dreizehnjährigen Krieg als Söldner gedient und bekam vor 1471 das Gut als Lohn überschrieben.
1629 brachte der Einmarsch schwedischer Truppen erhebliche Einbußen und der Familie Taubenheim persönliche Herausforderungen, Um 1720 gelangte das verschuldete Gut, das bereits verpfändet worden war, an Achatz von Brandt, der ab 1722 auch Sonnenstuhl (polnisch Świętochowo) besaß. Seine Tochter Tugendreich heiratete den Leutnant Christoph Wilhelm von Beneckendorff. Der Sohn Johann von Beneckendorff (er war der Urgroßvater des Reichspräsidenten Paul von Hindenburg, „Paul von Beneckendorff und von Hindenburg“) erwarb das Gut Neudeck und  verkaufte Grunenfeld 1782 an den Generalmajor Wilhelm Heinrich Freiherr von der Goltz.
Unter den nachfolgenden wechselnden Besitzern war auch Friedrich Carl Herzog von Holstein-Beck. Am 16. Oktober 1837 erwarb Eduard von Hanenfeldt den Grundbesitz. In seiner Familie blieb er bis 1945.
1861 wurde das Vorwerk Friedhöfchen (polnisch Ustroń) als Wohnplatz zu Grunenfeld gegründet.
Am 11. Juni 1874 wurde Grunenfeld Amtsdorf und damit namensgebend für einen Amtsbezirk im ostpreußischen Kreis Heiligenbeil, Regierungsbezirk Königsberg. Grunenfeld gehörte sowohl als Gutsbezirk als auch als Landgemeinde dazu. Die Zahl der Einwohner Grunenfelds belief sich im Jahre 1910 auf 265, von denen 238 zum Gutsbezirk und 27 zum Dorf gehörten.
Das hochbarocke Herrenhaus aus dem 18. Jahrhundert wurde 1914/15 nach Entwürfen des Berliner Architekten und 1942 in Theresienstadt umgekommenen Paul Salinger neobarock umgebaut.
Am 30. September 1928 kam es zum Zusammenschluss der Landgemeinde und des Gutsbezirks Grunenfeld zur neuen Landgemeinde Grunenfeld. Im gleichen Jahre wurde die kleine Forstsiedlung Damerau (polnisch Dąbrowa) nach Grunenfeld eingegliedert. Die Einwohnerzahl der neu formierten Gemeinde belief sich 1933 auf 251 und 1939 auf 235.
Im zu Ende gehenden Zweiten Weltkrieg fiel das soeben umgebaute Herrenhaus den schweren Gefechten auf dem Hof und im Park zum Opfer.
Grunenfeld kam 1945 in Kriegsfolge mit dem gesamten südlichen Ostpreußen zu Polen und erhielt die polnische Namensform „Gronówko“. Das zuletzt 758 Hektar umfassende Gut wurde polnisches Staatsgut.
Gronówko ist heute ein kleines Dorf mit etwa 150 Einwohnern und gehört zur Landgemeinde Braniewo (Braunsberg), von 1975 bis 1998 der Woiwodschaft Elbląg, seither der Woiwodschaft Ermland-Masuren zugehörig.

### Amtsbezirk Grunenfeld
Grunenfeld war von 1874 bis 1945 Amtssitz und Namensgeber eines Amtsbezirks im ostpreußischen Kreis Heiligenbeil. Zugehörig waren die Orte:
| Deutscher Name | Polnischer Name | Anmerkungen                        |
| -------------- | --------------- | ---------------------------------- |
| Bahnau Mühle   | Banowski Młyn   | 1928 nach Hohenwalde eingemeindet  |
| Damerau        | Dąbrowa         | 1928 nach Grunenfeld eingemeindet  |
| Grunenfeld     | Gronówko        |                                    |
| Maternhöfen    | Maciejewo       | 1928 nach Sonnenstuhl eingemeindet |
| Sonnenstuhl    | Świętochowo     |                                    |
| Vogelsang      | Zakrzewiec      |                                    |

1945 bestand der Amtsbezirk lediglich aus noch drei Gemeinden.

## Religion
In Grunenfeld wurde am 13. November 1859 auf einem neu angelegten Friedhof eine aus Feldsteinen gefertigte Kapelle mit hölzernem Turm eingeweiht. In der Gruft der Kapelle wurde die Gutsherrschaft beigesetzt. Nach Öffnung eines auf dem Gelände befindlichen Hünengrabs stellte man fest, das hier bereits in vorgeschichtlicher Zeit ein Begräbnisplatz war.
Grunenfeld war kein Kirchdorf. Evangelischerseits gehörte das Dorf bis 1945 zum Kirchspiel Eisenberg in der Kirchenprovinz Ostpreußen der Kirche der Altpreußischen Union, römisch-katholischerseits zur Pfarrei in Heiligenbeil im damaligen Bistum Ermland. Die zuständige katholische Pfarrgemeinde ist heute Żelazna Góra, dessen frühere evangelische Kirche nun den Katholiken gehört.

## Verkehr

### Straße
Gronówko liegt an einer Nebenstraße, die in Lipowina (Lindenau) von der polnischen Woiwodschaftsstraße 507 (ehemalige deutsche Reichsstraße 142) abzweigt und über Podleśne (Vorderwalde) bis an die Ortsstelle von Wermten an der polnisch-russischen Staatsgrenze (auch: EU-Außengrenze) führt und vor 1945 weiter bis nach Heiligenbeil (heute russisch Mamonowo) verlief. In Gronówko endet eine von Grzechotki (Rehfeld) über Żelazna Góra (Eisenberg) und Krzewno (Hohenwalde) kommende Straße.

### Schiene
Gronówko liegt nördlich der seit 1884 bestehenden Bahnstrecke (Allenstein) Göttkendorf–Braunsberg. Die nächste Bahnstation war bis 1945 Vogelsang (polnisch Zakrzewiec), die heute als Haltepunkt Grodzie von der Polnischen Staatsbahn (PKP) angefahren wird.

## Persönlichkeiten
- Johann von Beneckendorff und von Hindenburg (* 7. Juni 1747 in Grunenfeld), preußischer Landrat, Rittergutsbesitzer († 1827)
- Richard Schirrmann (* 15. Mai 1874 in Grunenfeld), Pädagoge, Gründer der ersten Jugendherberge und des Deutschen Jugendherbergswerks († 1961)